# Argos Cernavodă
Argos Cernavodă este un șantier naval din România.
Argos a devenit din anul 1994 primul șantier naval cu capital integral privat din România.
Firma dispune de hale de producție și montaj, ateliere - mecanic, electric, prelucrări prin așchiere, tapiserie, protecție anticorosivă, cu dotări specifice activității.
Din infrastructură fac parte spațiile de depozitare închise și în aer liber, precum și depozitele de combustibil, cu acces rutier, naval și pe calea ferată.
Compania a fost fondată în anul 1948 și deține pachetul majoritar la Dobroport, firmă ce are în exploatare porturile Cernavodă, Medgidia și Basarabi.
Compania este deținută de familia Lazia, care este implicată în mai multe firme, printre care: Nuclearmontaj International SA, Sorena SA, Ecoprefconstruct SRL, Betoane și prefabricate SRL, ABN Construcții Industriale SRL, Neptun Investment SRL și Acvacons.
Cifra de afaceri:
- 2017: 0,659 milioane euro

- 2005: 13,4 milioane euro[1]
- 2004: 14 milioane euro[1]